# Scorrano
Scorrano község (comune) Olaszország Puglia régiójában, Lecce megyében.

## Fekvése
A Salentói-félsziget déli részén fekszik.

## Története
A település vidékét már a bronzkorban lakták, erre utalnak a határában álló menhirek. A települést valószínűleg a rómaiak alapították. A hagyományok szerint névadója Marcus Aemilius Scaurus római consul volt. Első írásos említése az 1100-as évek elejéről származik, amikor a Leccei Grófság része volt. 1806-ig volt hűbérbirtok, amikor amikor a Nápolyi Királyságban felszámolták a feudalizmust.

## Népessége
A népesség számának alakulása:

## Főbb látnivalói
- Santa Domenica-templom
- Kapucinus-kolostor
- Ágoston-rendiek temploma - a 17. században épült barokk stílusban.
- Porta Terra - a várost védő falrendszer egyetlen fennmaradt emléke, egy városkapu.